# Rhamphomyia ladas
Rhamphomyia ladas är en tvåvingeart som beskrevs av Frey 1955. Rhamphomyia ladas ingår i släktet Rhamphomyia och familjen dansflugor. Inga underarter finns listade i Catalogue of Life.